# Buellia chionea
Buellia chionea är en lavart som först beskrevs av Theodor 'Thore' Magnus Fries, och fick sitt nu gällande namn av John Wilson Sheard. Buellia chionea ingår i släktet Buellia, och familjen Physciaceae. Arten är reproducerande i Sverige.